# Губарева, Оксана Витальевна
Губарева Оксана Витальевна (род. 9 апреля 1960, Ленинград) — советский и российский искусствовед, культуролог, специалист по русскому искусству, иконописи и ставрографии, эксперт РАН (с 2022 г).

## Биография
В 1985 году окончила Санкт-Петербургский институт живописи, скульптуры и архитектуры им. И. Е. Репина АХ СССР факультет теории и истории искусств.
В 2014 году защитила кандидатскую диссертацию «Культурологический анализ интерпретационных моделей иконописи в контексте богословско-эстетической целостности», в которой предложила и разработала метод богословско-эстетического анализа древнерусского искусства.
Старший научный сотрудник Российского института истории искусств, научный интерес — Новое Средневековье, массовое искусство, современное искусство Православной Церкви, методология искусствознания, история и эстетика иконописи.

### Монографии
Губарева О. В. Божия Матерь в Её иконах. Опыт художественно-богословского анализа. — Москва, Паломник, 2006.
Губарева О. В. Рождество Христово. — Санкт-Петербург, «Метропресс», 2013.
Губарева О. В. Икона как искусство. Эстетика иконописи и современная визуальная культура. —Санкт-Петербург, «Планета музыки», 2022.

### Монографии в соавторстве
Губарева О. В., Невзорова Н. Н., Языкова И. К. Благовещение Пресвятой Богородице. — Санкт-Петербург, «Метропресс», 2012.
Губарева О. В. Турцова Н. М. Святитель Николай Чудотворец. — Санкт-Петербург, «Метропресс», 2013.
Губарева О. В., Турцова Н. М. Великомученик Георгий Победоносец. — Санкт-Петербург, «Метропресс», 2013.
Губарева О. В., Липатова С. В. Воздвижение Креста Господня. — Санкт-Петербург, «Метропресс», 2014.
Губарева О. В., Кутковой В. С., Лепахин В. В. Сретение Господне. — СПб.: Метропресс, 2014.
Фундаментальные основания государственной культурной политики России. Историко-философский аспект. Ред. А. Л. Казин. — Санкт-Петербург, «Петрополис», 2017

## Научная деятельность
Автор статей по истории и теории иконописи, православного ювелирного искусства, методологии искусствознания; участник международных конференций в России и других странах, в том числе в Литве, Сербии, Финляндии.
В 2000 году была приглашенным лектором в Кембриджском и Манчестерском университетах, в 2010—2011 годах — в Народном университете Йоэнсуу (Финляндия).
В 2013 году выступила с полуторачасовым докладом на тему «The Holy Spirit in Orthodox Iconography» на 6th International East-West Symposium of New Testament Scholars «The Holy Spirit and the Church according to the New Testament», Belgrade, August 25 to 31. Текст доклада включен в сборник симпозиума (2016 г.) В докладе было показано, как средствами изобразительного языка икон излагается весь корпус православной пневматологии.
Известна активной социальной культурно-просветительской деятельностью. В 2012 году выступила инициатором и возглавила федеральный издательский проект «Русская икона: образы и символы» , в котором приняли участие ведущие специалисты Центрального музея древнерусской культуры и искусства имени Андрея Рублёва, Государственной Третьяковской галереи, Государственного Русского музея, Музеев Московского Кремля, Вологодского музея-заповедника. За три года было выпущено 43 тома. Совокупный тираж издания составил более 1,5 млн экземпляров в России и Беларуссии. (Издательство «Метропресс», Спб, 2012—2015 гг.)
Автор цикла научно-популярных просветительских передач на радио «Град Петров» «Читаем икону», записанных совместно с протоиереем Александром Степановым